# Glenne Headly
Glenne Aimee Headly (New London (Connecticut), 13 maart 1955 – Santa Monica (Californië), 8 juni 2017) was een Amerikaanse actrice.

## Biografie
Headly werd geboren in New London (Connecticut) en als kind woonde zij eerst bij haar moeder in San Francisco en later bij haar grootmoeder in Pennsylvania waarna zij weer bij haar moeder in Greenwich Village ging wonen. Daar begon zij met balletlessen. Ze ging studeren aan de High School of Performing Arts in New York, waar zij afstudeerde in drama. Hierna haalde zij haar bachelor of arts aan een Amerikaanse school in Zwitserland, waar ze vloeiend Frans leerde spreken. Na haar afstuderen keerde zij terug naar New York. Ze begon met acteren in lokale theaters en verhuisde na korte tijd naar Chicago om te spelen in een theatergezelschap.
Headly was van 1982 tot en met 1990 getrouwd met John Malkovich. Vanaf 1993 was zij opnieuw getrouwd met haar tweede man, met wie zij een kind had.
Ze overleed op 8 juni 2017 op 62-jarige leeftijd aan een longembolie.

## Filmografie

### Films
Selectie:
- 2017 The Circle – als Bonnie
- 2013 Don Jon – als Angela
- 2009 The Joneses – als Summer Symonds
- 2008 Kit Kittredge: An American Girl – als Mrs. Howard
- 2004 Around the Bend – als Katrina
- 2004 Confessions of a Teenage Drama Queen – als Karen
- 2001 What's the Worst That Could Happen? – als Gloria Sidell
- 1998 Babe: Pig in the City – als Zootie (stem)
- 1998 The X-Files – als barkeepster
- 1993 And the Band Played On – als dr. Mary Guinan
- 1990 Dick Tracy – als Tess Trueheart
- 1988 Dirty Rotten Scoundrels  - als Janet Colgate
- 1988 Paperhouse – als Kate Madden
- 1987 Nadine – als Renée Lomax
- 1985 The Purple Rose of Cairo – als hoer
- 1981 Four Friends – als Lola

### Televisieseries
Uitgezonderd eenmalige gastrollen.
- 2017 Future Man - als Diane Futturman - 13 afl.
- 2016 The Night Of – als Alison Crowe – 3 afl.
- 2003-2006 Monk – als Karen Stottlemeyer – 4 afl.
- 1998-1999 Encore! Encore! – als Francesca Pinoni – 12 afl.
- 1996-1997 ER – als dr. Abby Keaton – 9 afl.
- 1989 Lonesome Dove – als Elmira Boot Johnson – 4 afl.

- Biblioteca Nacional de España: XX1690473
- Bibliothèque nationale de France: cb140396919 (data)
- Gemeinsame Normdatei: 14213368X
- International Standard Name Identifier: 0000 0001 1488 6437
- Library of Congress Control Number: n96000480
- MusicBrainz: c3bf2725-a8b3-4050-8cd6-b2c65fd5754b
- Nationale Bibliotheek van Tsjechië: xx0153449
- Nationale Bibliotheek van Israël: 987007345601805171
- Nederlandse Thesaurus van Auteursnamen: 094488827
- SNAC: w61c9rmh
- Système universitaire de documentation: 160467225
- Virtual International Authority File: 22342728
- WorldCat: E39PBJgCQyV6fgYQjFkgKDBHG3